# 북사르 전투

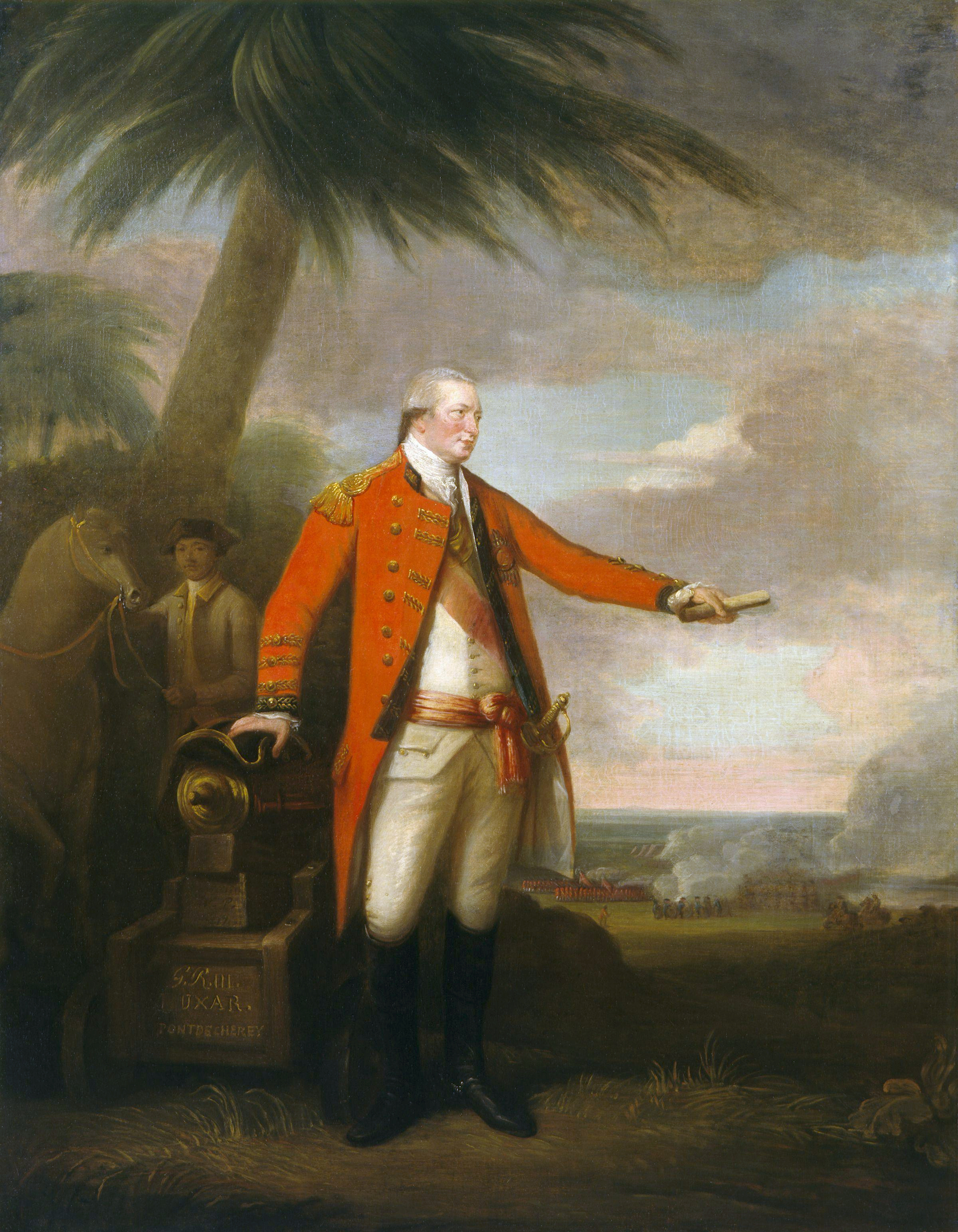
전투 속 헥터 먼로의 초상화

북사르 전투(Battle of Buxar)는 1764년 10월 22일 헥터 먼로가 주도하는 영국 동인도 회사 예하 군사들과 벵갈의 귀족 미르 카심의 군사들 간에 벌어진 전투이다.
이 전투는 파트나에서 서쪽으로 약 130킬로미터 떨어진 갠지스강둑에 위치한 비하르주 영토 내 작은 군사 마을 북사르라는 지역에서 벌어졌다. 영국 동인도 회사의 승리로 굳혀졌다. 이 전투는 1765년 알라하바드 조약에 의해 끝을 맺게 된다.

## 같이 보기
- 플라시 전투